# Tocopilla
Tocopilla es una ciudad y comuna del Norte Grande de Chile, ubicada en la Región de Antofagasta. Es la capital de la provincia de Tocopilla y ocupa una posición equidistante entre dos de las más grandes áreas urbanas del Norte Grande, Iquique y Antofagasta.

## Historia

### Época hispánica

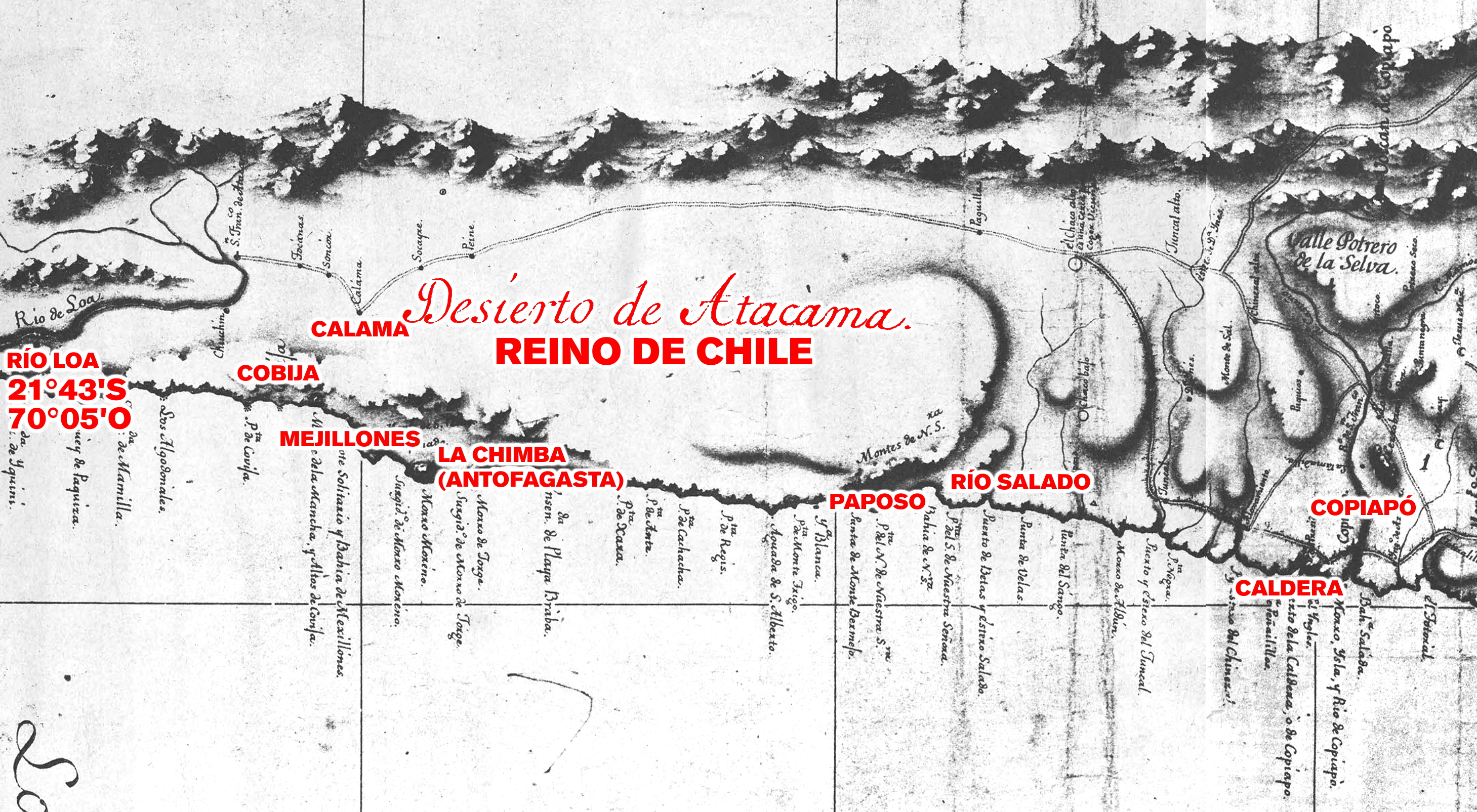
Mapa de Andrés Baleato, de 1793 mostrando el límite entre Chile y Perú en el río Loa.

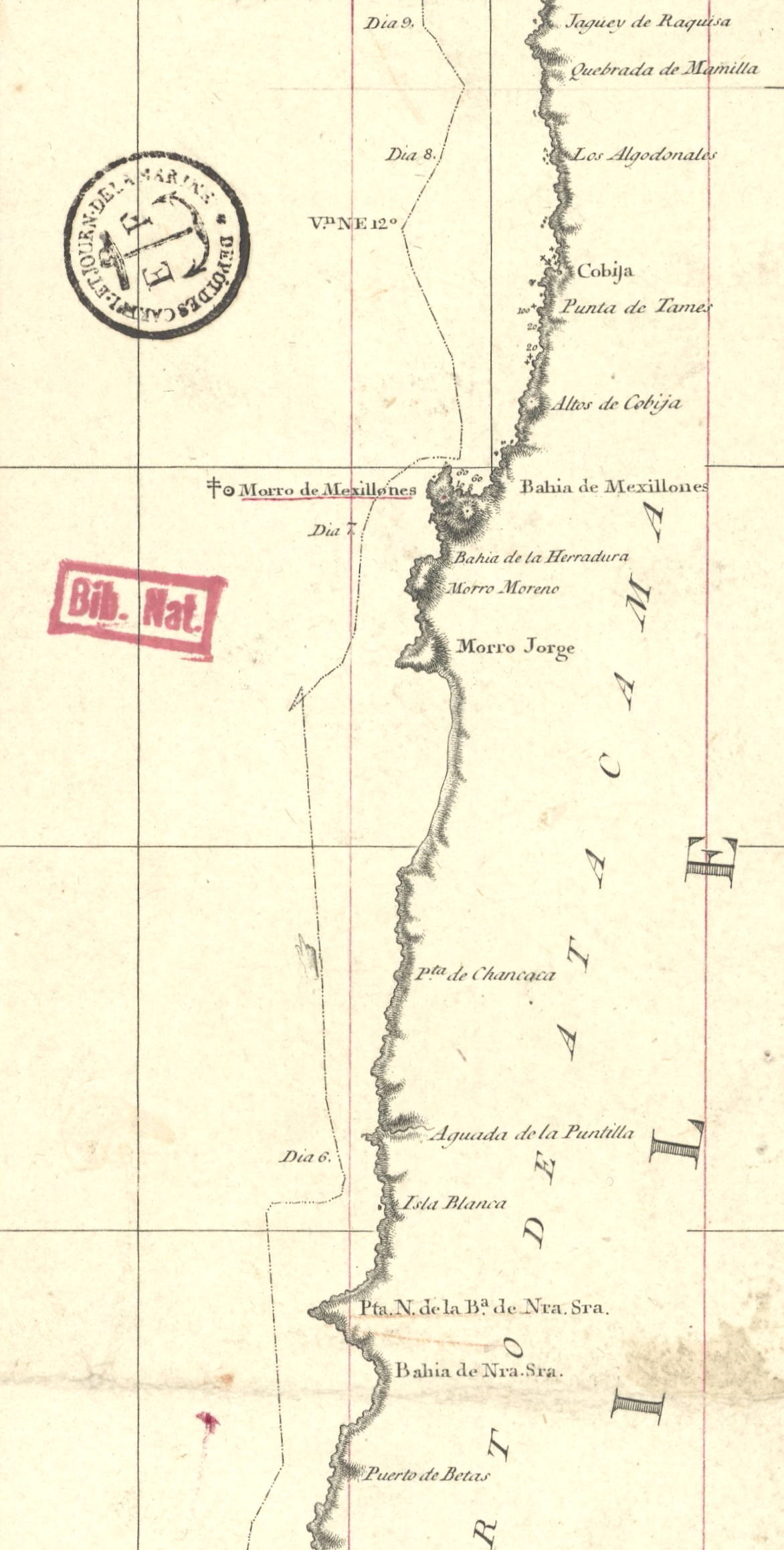
El desierto de Atacama en la Carta esférica de las costas del Reyno de Chile de 1799.

Durante la época del Imperio español, Tocopilla formó parte del corregimiento de Copiapó de la Capitanía General de Chile.
El 6 de septiembre de 1777 se emite una Real Orden referida al cobro relacionada al almojarifazgo y alcabalas en Chile el cual hace mención de los pueblos de la zona como parte de la jurisdicción chilena:

Aunque en el corregimiento de Copiapó, cuya cabeza es la villa de San Francisco de la Selva, se contienen los puertos de Cobija y bahía de Mexillones, puerto de Betas, el de Juncal, el de Copiapó o la Caldera, Bahía Salada, puerto del Totoral y el del Huasco, como son tan accidentales las arribadas de navíos con este arreglo, y también a las cortas entradas que puedan ocurrir por la cordillera, camino del Despoblado y de territorio de aquella jurisdicción, el administrador de este destino propondrá el sujeto o sujetos que conceptuare necesarios para la mejor recaudación de dichos ramos y aumento de la Real hacienda
Archivo General de Indias de Sevilla, Audiencia de Chile, legajo 328.

Asimismo en el mapa levantado por la Armada española en 1792 se incluye dentro de Chile desde el paralelo 22° al sur, en otras palabras, desde la zona del río Loa. En el mapa de 1793 elaborado por Andrés Baleato, director de la Escuela Náutica de Lima, por orden del virrey Francisco Gil de Taboada y Lemus, Chile tiene como frontera norte el grado 21° y medio, en específico la desembocadura del río Loa, haciendo mención explícita que la zona estaba despoblada y recién habían poblados desde el paralelo 24°.
Hipólito Unanue publica sobre el Perú en 1793 lo siguiente: 

La ensenada de Túmbez lo separa por el norte del Nuevo Reino de Granada y el río Loa por el sur del desierto de Atacama y reino de Chile
Guía política, eclesiástica y militar del virreinato del Perú de 1793

En la memoria del Francisco Gil de Taboada que le dio a su sucesor Ambrosio O'Higgins en 1795 se describe el límite entre el Perú y Chile el río Loa.

### Época de la República de Bolivia

Disputa del desierto de Atacama entre Bolivia y Chile.

La ciudad fue fundada como caleta en 1843 por el ciudadano francés Domingo Latrille Loustauneau, cónsul de su país en Cobija, cuando se realizó una geomensura para la implementación de un camino carril por solicitud de la Sociedad Mineralógica de Tocopilla (Valparaíso, Chile) de Zenón Urbistondo. Paralelamente, se explotaban las guaneras de Punta Paquica, y su bahía servía de puerto de embarque para el guano y el cobre.
En 1870 se realizaron los primeros embarques de salitre del Cantón Toco y, en 1871, fue nombrada "Puerto Menor" por Bolivia.
En 1877, nuevamente el ingeniero Latrille trazó el pueblo por encargo de las autoridades bolivianas asentadas en el puerto de Cobija.
Así, la expansión de la Fundición Duendes, determinó que el día 29 de septiembre de 1843, el Prefecto de Cobija, Don Andrés María Torrico autorizara a una comisión integrada por los señores Mariano Benavides y el propio Latrille, para estudiar la instalación de una red ferroviaria interna que uniese las diferentes dependencias de la Fundición Duendes. (Ver Orígenes industriales de Tocopilla)

#### Guerra del Pacífico

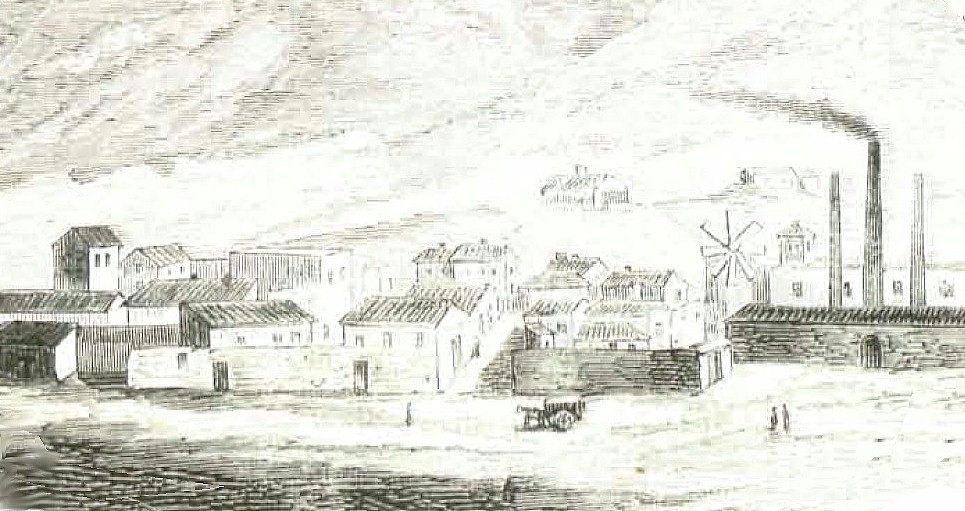
Vista de Tocopilla (Bolivia) al pie de la cordillera de la costa (1876).

Para Bolivia el contrato de 1873 con la Compañía de Salitres y Ferrocarril de Antofagasta aún no se encontraba vigente, porque de acuerdo con la constitución boliviana, los contratos sobre recursos naturales debían aprobarse por el congreso. En 1878 la Asamblea Nacional Constituyente boliviana, en medio de una crisis económica, se abocó al estudio del acuerdo celebrado por el gobierno en 1873. Decidió ratificar el contrato si se pagaba un impuesto de 10 centavos sobre quintal exportado de territorio boliviano. Esta decisión que afectaba los intereses de la Compañía de Salitres y Ferrocarriles de Antofagasta, finalmente fue considerada por el gobierno chileno como una violación al artículo IV del tratado de 1874. Dicho impuesto de 10 centavos, que afectaba a esta empresa es considerado como el casus belli de la guerra del Pacífico. Con ello la escuadra chilena ocupó militarmente Antofagasta el 14 de febrero de 1879.
El 13 de marzo el coronel rioplatense Cornelio Saavedra solicita al presidente Pinto ocupar más allá del paralelo 23. Pinto lo autoriza. Con ello el coronel Sotomayor parte hacia Cobija, Tocopilla y Calama. Tanto Cobija como Tocopilla estaban al norte del paralelo 23 y eran definitivamente territorio boliviano que no estaba en disputa. El 22 de marzo desembarca en Tocopilla la tripulación del Cochrane al mando de Enrique Simpson.
El monitor peruano Huáscar, en viaje al norte (8 de agosto de 1879), inspecciona los puertos de Cobija y Tocopilla, en busca de transportes o buques mercantes chilenos. En Cobija pasa visita a tres buques mercantes anclados en la bahía y captura cuatro lanchas. El 30 de octubre de 1879, tanto la cañonera chilena Covadonga, como el transporte Angamos, embarcan en Tocopilla al batallón de artillería de marina y tropa de caballería chilenos hasta horas de la noche, con una inusual actividad en el puerto.
Los preparativos bélicos que movilizaron tropas y piezas de artillería sirvieron para enfrentar el Desembarco y combate de Pisagua, el 2 de noviembre de 1879. Hasta ese momento, la ubicación de Tocopilla había jugado un papel muy activo en la guerra. Con el inicio de la campaña de Tarapacá, Tocopilla pierde su valor estratégico para el mando chileno que había mantenido desde un comienzo de la lucha.
El 4 de abril de 1880, el vigía chileno del puerto anunciaba: ¡Vapor del norte!. Una nave se aproximaba en el horizonte cerca a las 9:00am. Una hora después, se apreciaba claramente que era un barco de guerra peruano. Se trataba del Oroya, un transporte de rueda, semejante a las naves Chile y Perú del año 1840, un sobreviviente de la armada peruana.
El Oroya, una vez que capturó al remolcador Duendes, se dirigió al centro de la bahía. En aguas de Tocopilla, se encontraba el pequeño vapor chileno Taltal, armado en la guerra, que antes de la entrada del Oroya a la bahía, encendió los fuegos de sus calderas para evadir su captura. En una ardua batalla el Taltal evade los disparos del Oroya. Los tripulantes del Oroya no abordan al Taltal para evitar encallar como la Independencia, y sale en retirada hacia el sur.

### Época de la República de Chile
El apogeo del ciclo salitrero significó un fuerte impulso para el crecimiento urbano. En 1890 se construyó un ramal ferroviario hasta Toco, de manera que la exportación de salitre se intensificó. El final del ciclo salitrero dejó como único puerto operativo del mineral a Tocopilla, pues en él se embarcaba el salitre producido en las dos únicas oficinas todavía activas: Pedro de Valdivia y María Elena. Un ferrocarril enlazaba el puerto con dichas oficinas. También el cobre influyó en la ciudad, pues desde 1915 funciona allí la gran termoeléctrica que abastece de energía a Chuquicamata. Esta pasó a ser de propiedad de CODELCO durante la estatización del cobre chileno, y posteriormente se hizo Sociedad Anónima en 1995.
Francisco Astaburoaga escribió en 1899 en su Diccionario Geográfico de la República de Chile: 821  sobre el lugar:

Tocopilla.-—Ciudad y puerto, capital del departamento de su nombre, situada á los 22º 06' Lat. y 70º 12' Lon. en el ángulo sur de la bahía de Algodones ó de su misma denominación. Su caserío con 1,816 habi tantes se extiende á la orilla de la rada de nordeste á sudoeste rodeada de altos cerros áridos por el oriente y los otros puntos que no miran á la bahía, con calles regulares y edificios de mediana altura é importancia por lo general. Posee un buen edificio de aduana y de otras oficinas, de registro civil, de correo, telégrafos y escuelas; hay también establecimientos de fundición de metales de alguna consideración y otros de la industria minera que con ella se relacionan, siendo el principal de éstos planteado en 1850 lo que formó, por decirlo así, la base de este pueblo. En 1865 se hacia por su puerto mucha exportación de cobre y en 1871 fué por esto declarado puerto menor. Su clima es medianamente cálido y sano, el pueblo y contornos carecen de agua corriente por la ausencia de lluvias y sólo se provee de ella por destilación y de la quebrada distante de Mamilla. Ocupada esta parte de Bolivia en 1879 por fuerzas de Chile en la guerra entre ella, se creó por este último con fecha 13 de abril de 1880 puerto mayor el de esta ciudad, estableciéndose una aduana con una planta completa de empleados, y por decreto de 7 de enero de 1882 se hizo asiento de su gobierno civil.

El geógrafo chileno, Luis Risopatrón describe a Tocopilla en su libro Diccionario Jeográfico de Chile en el año 1924:: 884 

Tocopilla (Ciudad). 22° 05' 70° 12' Está compuesta de una treintena de manzanas, cortadas por calles regulares, con edificios de mediana altura e importancia, estendida con su mayor largo de NE a SW, en la costa S E del puerto del mismo nombre i rodeada de altos cerros áridos por el E; cuenta con estación de ferrocarril al interior, a 17 m de altitud. Los establecimientos de fundición de metales i otros de la industria minera, formados en 1850, constituyeron la base de esta ciudad; se ha anotado un aumento anual de la población en el período de 1895-1907 de 3,92%, con una proporción de alfabetos en esta última fecha de 60,1%. Su clima es medianamente cálido i sano i carece de agua por la ausencia de lluvias, de la que se provee por destilación, aunque se trae también de la quebrada de Mamilla. 101, p. 87. 1266 i 1271; 104, p. 45 i perfil; 115. pl. 5; 155. p. 821; i 156; i pueblo Tucupilla en 87, p. 948 (Paz Soldán, 1877). Tocopilla (Puerto de). 22° 04' 70° 12' Es abierto, aunque tiene muelle suele ser de difícil desembarcadero i se encuentra al S de la caleta Duendes, al NE de la punta de Algodones; en 1865 se hacía por él mucha esportacion de cobre, por lo que fué declarado puerto menor en 1871 i puerto mavor el 13 de abril de 1880.

Con la construcción de la central termoeléctrica, la ciudad ha desarrollado en esta última década un importante avance en el ámbito energético de la región, abasteciendo a importantes sectores mineros, industriales y urbanos del norte de Chile.
Tras el Golpe de Estado de 1973, muchos tocopillanos, al igual que muchos otros chilenos, tuvieron que emigrar al extranjero, radicándose especialmente en Suecia, donde existe una numerosa colonia chilena residente, la que en gran proporción es tocopillana, residiendo principalmente en la ciudad de Norrköping.
Desde la década de los ochenta comenzaron a cerrarse las salitreras que habían quedado después de la caída del salitre en los años treinta, y por la sobrexplotación de los recursos pesqueros de la ciudad, las industrias del rubro tuvieron que cerrar quedando solo una en la actualidad, lo que causó gran desempleo y pobreza provocando el éxodo de la población en más de 10 000 habitantes, los que principalmente emigraron hacia la capital regional Antofagasta.

#### Terremoto de 2007
El miércoles 14 de noviembre de 2007, a las 12:45 (hora local, aproximadamente), un fuerte sismo con epicentro a 35 km al este de Tocopilla, alcanzó una magnitud de MW 7,7 grados, afectando sobre todo a las ciudades de la Región de Antofagasta, sin embargo, este gran sismo fue percibido desde el sur del Perú hasta Valparaíso, por el oeste, hasta Bolivia, norte de Argentina, Paraguay y centro-este del Brasil, con diversas intensidades.[cita requerida]
Tocopilla fue la ciudad más afectada por el terremoto, como consecuencia hubo 2 personas fallecidas, 115 heridos, 2500 casas con derrumbes de diversa consideración, pocos colegios derrumbados y al menos 10 000 damnificados de alguna forma. El gobierno dispuso la entrega de recursos, casas provisorias y ayuda inmediata para la atención de la gente y la reconstrucción de las casas. A pesar de aquello, durante los primeros días hubo problemas con la entrega de víveres, además de que los pobladores demandaban más recursos para la reconstrucción en general de la ciudad. A fines de octubre de 2013, quedaban dos colegios sin reparar en estado de abandono en Tocopilla.[cita requerida]

## Medio ambiente

### Geomorfología y componentes abióticos

Trazado simplificado de los ecosistemas y cuerpos de agua presentes en la comuna de Tocopilla.

La comuna de Tocopilla se encuentra emplazada en las unidades geomorfológicas de Farellón costero, Planicie marina o fluviomarina y Cordillera de la costa; y presenta según la clasificación climática de Köppen clima desértico cálido (BWh) y clima desértico frío (BWk). Esta además se halla entre las cuencas hidrográficas de Costeras del río Loa y Quebrada Caracoles y río Loa. Además, la comuna posee diversos cuerpos de agua, entre los que se destacan la quebrada Tres Puntos.

### Componentes bióticos
Dentro del territorio de la comuna se pueden hallar los siguientes ecosistemas:
- Bosque espinoso tropical interior donde predominan Geoffroea decorticans y Prosopis alba (Preocupación menor)
- Desierto tropical interior con vegetación escasa (Preocupación menor)
- Herbazal efímero tropical costero donde predominan Nolana adansonii y Nolana lycioides (Preocupación menor)
- Matorral desértico tropical-mediterráneo costero donde predominan Ephedra breana y Eulychnia iquiquensis (Vulnerable)

### Medidas de protección ambiental y conflictos socioambientales
Hasta 2022, la comuna de Tocopilla cuenta con las siguientes zonas que poseen algún nivel de protección ambiental:
- Desembocadura Loa (Bien Nacional Protegido)[21]
- Desembocadura Río Loa (Sitios Ley 19.300)[22]

Pese a ser una comuna costera, Tocopilla cuenta con una calidad del aire poco óptima para la salud, debido a la contaminación provocada por las centrales termoeléctricas E-CL y Norgener. Esta información es avalada por el Informe de la situación ambiental del año 2003, donde el Codemat (Comité de Defensa del Medio Ambiente de Tocopilla) hizo un leve esbozo sobre el daño ambiental que padece Tocopilla hace bastantes años. Diversos estudios indican que en el puerto existen elevados índices de cáncer y enfermedades cardiacas atribuibles a la contaminación.
Actualmente la comuna es una zona saturada de contaminación y cuenta con un Plan de Descontaminación desde fines del 2010.

## Demografía
La superficie total de la comuna es de 4038,8 km². Según los datos del censo 2024 entregados por el Instituto Nacional de Estadísticas (INE), el total de habitantes de Tocopilla es de 25.400 habitantes. La población de Tocopilla presenta un 2,6 % de población rural con 634 habitantes en esta área, tales como caletas pesqueras y asentamientos mineros. Un 97,4 % de población representa la habitación de espacios urbano con 25 186 personas en esta área.
La comuna de Tocopilla se divide en los siguientes distritos.
| Población (2002) | Población (2002) | Población (2002) |
| Distrito         | Hab.             | Área km²         |
| ---------------- | ---------------- | ---------------- |
| Comercio         | 2.103            | 0,4              |
| Hospital         | 3.780            | 1,0              |
| Guachán          | 12.886           | 1.884,9          |
| Barriles         | 1                | 1.232,5          |
| Gatico           | 167              | 870,0            |
| Estación         | 5.049            | 50,0             |

## Administración
La actual alcaldesa de la Comuna de Tocopilla es doña Ljubica Kurtovic Cortés, en tanto que el Concejo municipal está integrado por los siguientes concejales:
- María Cristina Olivares
- Diego Rivera Muñiz
- Ricardo Ortega Tabilo
- John Portilla Huidobro
- María Ulloa Cáceres
- Bastián Pizarro Rivera

### Representación parlamentaria
Además la comuna de Tocopilla pertenece al distrito electoral n.º 3 y a la 2.ª circunscripción senatorial (Antofagasta). Es representada en la Cámara de Diputados del Congreso Nacional por los diputados Catalina Pérez (RD), Sebastián Videla Castillo (IND-PL), Yovana Ahumada Palma (PDG), Jaime Araya Guerrero (PPD-IND) y José Miguel Castro (RN). A su vez, es representada en el Senado por los senadores Esteban Velásquez (FREVS), Pedro Araya Guerrero (independiente), Paulina Núñez Urrutia (RN) y Alejandro Guillier (Ind. pro-PR).

## Economía

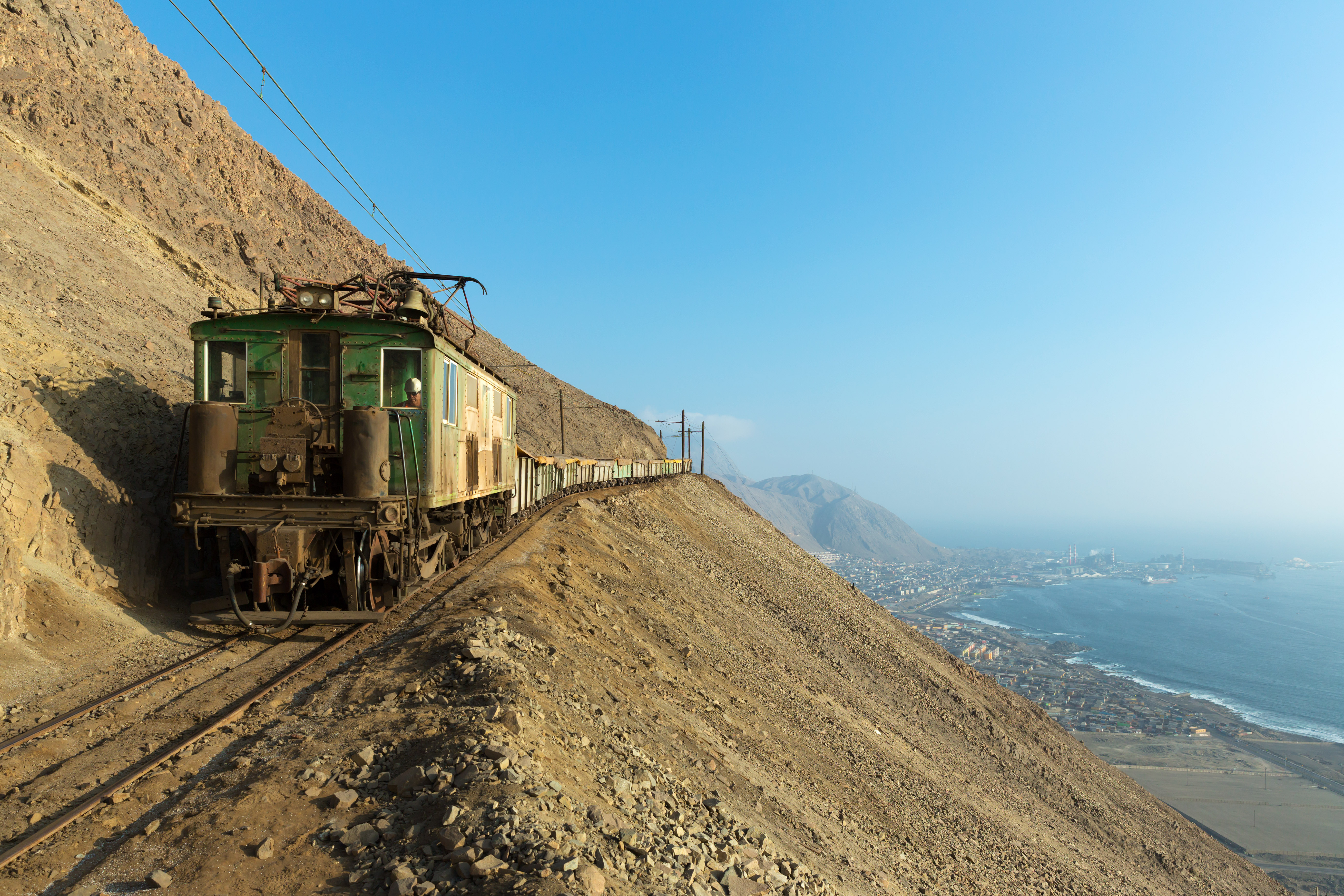
Ferrocarril de Tocopilla al Toco de la Sociedad Química y Minera de Chile en su descenso al puerto de Tocopilla.

En 2018, la cantidad de empresas registradas en Tocopilla fue de 233. El Índice de Complejidad Económica (ECI) en el mismo año fue de -0,05, mientras que las actividades económicas con mayor índice de Ventaja Comparativa Revelada (RCA) fueron Sistemas de Juegos de Azar Masivos (365,56), Fabricación de Motores, Generadores y Transformadores Eléctricos (207,9) y Venta al por Mayor de Combustibles Gaseosos (151,96). 

### Actividad productiva
Su situación en la franja costera permite una mínima actividad agropecuaria, básicamente determinada por la aridez de su clima, pero sobre todo tiene una activa vida en la pesca, asimismo en la minería, emanando de ambas actividades sus principales recursos. Es puerto pesquero, puerto de exportación del salitre de El Toco. Posee industrias metalúrgicas, químicas y de tratamiento del nitrato de Chile, además de generadoras eléctricas. De la misma forma, Tocopilla es una ciudad caracterizada por sus servicios, como también por ser, indirectamente, una ciudad tipo dormitorio, debido a que mayoritariamente los jefes de hogar trabajan fuera de esta ciudad. 
Infructuosos han sido los esfuerzos para desarrollar una zona franca industrial, debido a su pésima localización geográfica; Tocopilla está al centro de tres grandes Polos de Desarrollo: Iquique, Antofagasta y Calama, lugares en donde hay una alta Concentración Territorial. Por mucho tiempo existió la ilusión de hacer Barriles un barrio industrial, con el propósito de aglutinar a las empresas adyacentes a la ciudad; principalmente las ubicadas en la Oficina María Elena y Pedro de Valdivia, pero ha sido muy difícil urbanizar dicho lugar debido al desinterés propio de los inversionistas quienes no han accedido a instalarse en sectores alejados de los lugares de abastecimientos de insumos básicos.

### Energías renovables
Debido al potencial de energía solar presente dentro del territorio comunal, existe en ejecución el «Proyecto Tamaya», que pretende la creación de una planta de generación de energía solar fotovoltaica, con una capacidad de potencia instalada de 120 MW, buscando reemplazar las antiguas centrales termoeléctricas, contribuyendo así a la descontaminación y a la generación de energías renovables en Chile.

## Cultura

### Tradiciones de Año Nuevo

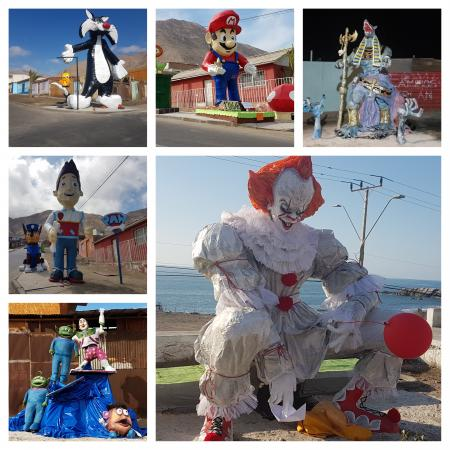
Monos de Tocopilla

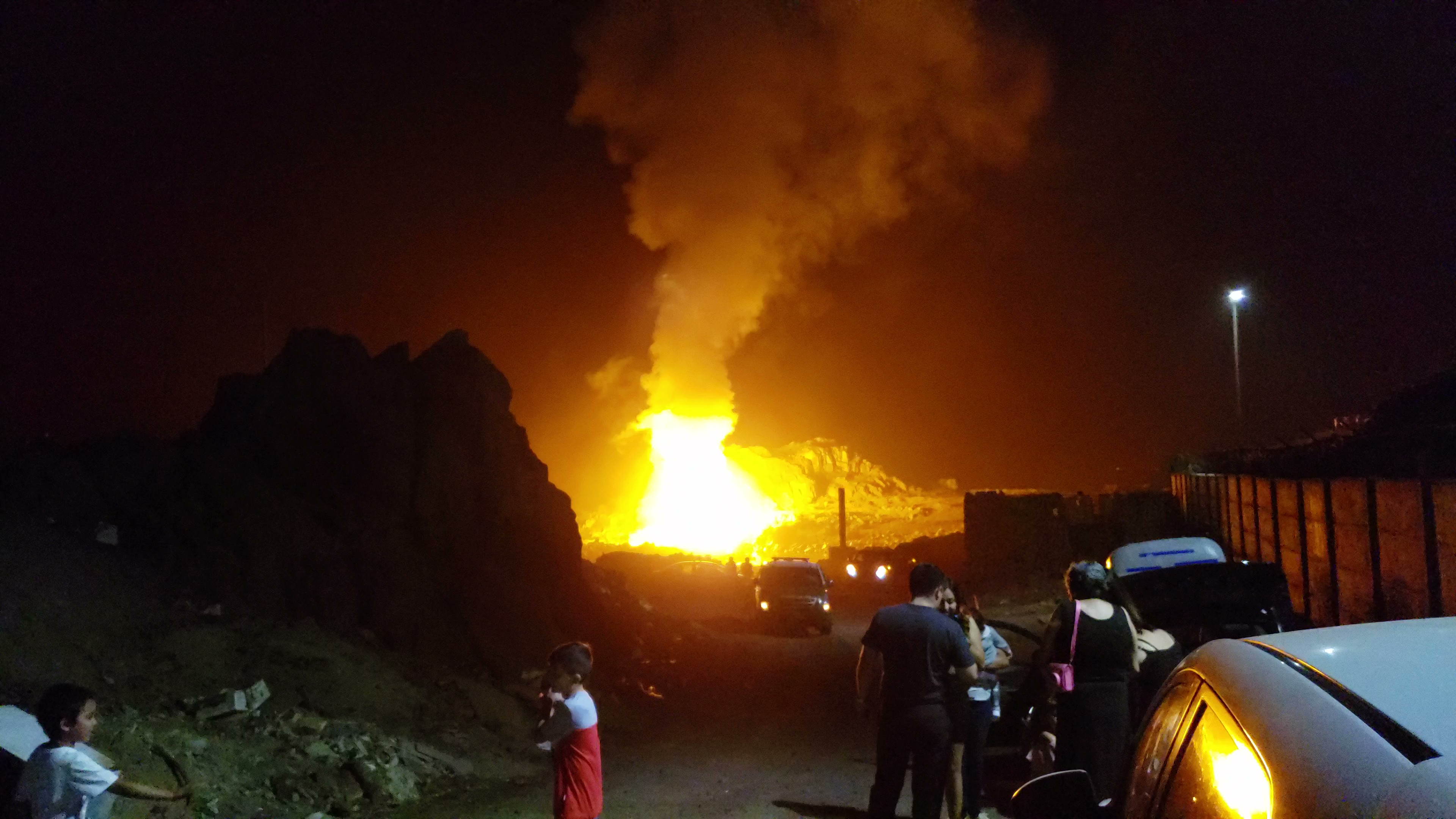
Salitrones en Tocopilla

Una de las tradiciones más importantes en Tocopilla es la Quema de Monos, que simboliza la purificación de lo malo del año pasado y la esperanza de un nuevo comienzo. La comunidad crea grandes figuras, llamadas "monos", que son quemadas a la medianoche del 31 de diciembre. Esta tradición se ha convertido en un evento popular, incluso apoyado por el municipio.
Aunque antes también se realizaba una práctica llamada salnatrones o salitrones, esta tradición ha desaparecido.

### Tocopillanos
La comuna de Tocopilla ha sido cuna de importantes figuras en distintos ámbitos. Entre ellos se encuentra Víctor Phillips Muller (1916-1988), director de teatro y escritor, conocido por obras como *Yo, el Cristo de Quecheregua*, *El pirquinero y otros cuentos*, *Ventana a la colonia*, *Pueblo*, entre otras.

## Lugares de interés

### En los medios
Tocopilla ha sido escenario de producciones cinematográficas, como la película The Dance of Reality, dirigida por Alejandro Jodorowsky en 2013. Esta película se filmó en la ciudad y mezcla elementos de fantasía con la realidad.
Además, la ciudad es mencionada en la famosa canción I've Been Everywhere de Hank Snow y Johnny Cash, lo que subraya su impacto cultural a nivel internacional.

### Aeródromo Barriles

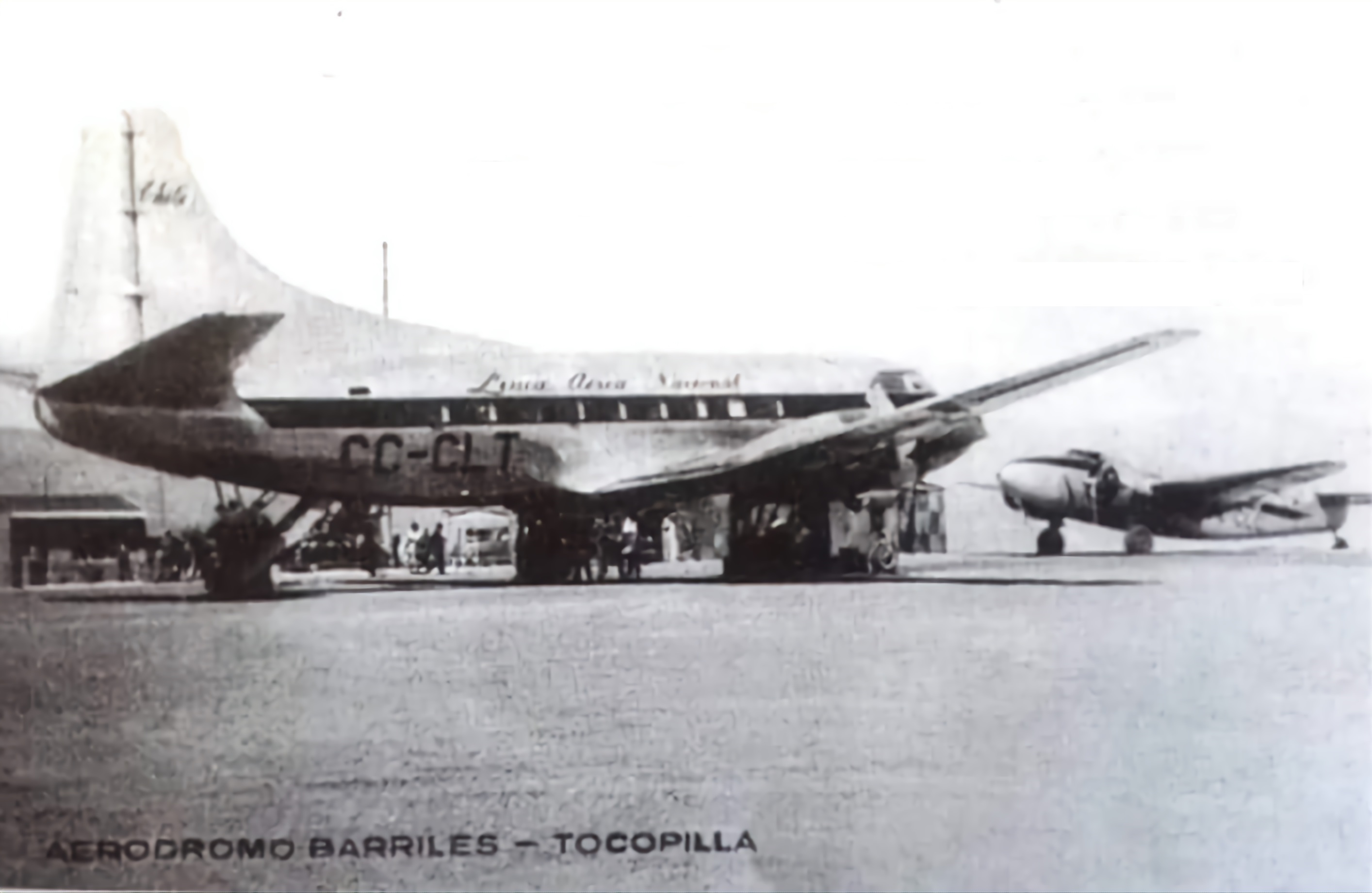
Avión LAN en el aeropuerto.

## Deportes
En Tocopilla, el deporte que más éxito ha alcanzado ha sido el béisbol, siendo la ciudad en que se encuentran las referencias más antiguas de este deporte en Chile. Las selecciones que representan a la ciudad han ganado más de la mitad de todos los campeonatos nacionales regulados por la Federación de Béisbol de Chile, y varios de ellos en forma consecutiva.
Otros dos deportes destacados en la ciudad son el voleibol, con buenos logros a nivel escolar y federado; también el fútbol, destacando en este último con el Club de Deportes Tocopilla (participante de la tercera división (2006-2008) y de la tercera división B (pero haciendo de local en Litueche entre 2014 y 2015)). En estos tres deportes han salido grandes deportistas que destacaron a nivel nacional, e internacional, incluso algunos que han salido a jugar al extranjero, como es el caso de Ascanio Cortés, Alexis Sánchez, Junior Fernandes y Javiera Toro Ibarra.
El Club de Deportes Tocopilla es local en el estadio municipal Ascanio Cortés Torres.

## Medios de comunicación
En Tocopilla se edita el diario La Estrella de Tocopilla, fue fundado el 12 de febrero de 1924 como La Prensa, y desde sus inicios ha informado a toda la provincia de Tocopilla acerca de los hechos noticiosos que allí han acontecido. El 15 de marzo de 1994 comenzó a implementarse la diagramación electrónica para el diseño de las páginas del periódico.
Durante el terremoto que sacudió a la zona el 14 de noviembre de 2007, La Prensa de Tocopilla realizó un amplio despegue periodístico para informar a la población acerca de los efectos del movimiento telúrico. Al día siguiente, La Prensa de Tocopilla publicó una edición especial con amplias informaciones relacionadas con la tragedia. En su portada publicó una fotografía del hospital de la oficina salitrera María Elena, el cual resultó completamente destruido.
En 2009, fue integrado a la red de diarios La Estrella, cambiando su nombre a La Estrella de Tocopilla.
En una entrevista realizada al historiador Damir Galaz-Mandakovic, este señala que el diario La Prensa de Tocopilla es fundado el 12 de febrero de 1924, y que pertenecía al mismo dueño del diario tocopillano llamado La Opinión José Luis Mery, diario que prontamente dejaría de circular en Tocopilla. Al mismo tiempo indica que una de las personalidades involucradas en sus orígenes fue Fernando Murillo Le-Fort, conocido periodista a nivel nacional, quien también sería alcalde por el Partido Radical en Tocopilla en 1929 después de tener el cargo “Jefe de la censura periodística en el norte” durante la dictadura de Ibáñez.
El diario surgió en un escenario de decadencia de varios periódicos obreros, finiquitados esencialmente por la persecución policial y política, además por problemas de financiamiento. Los únicos diarios que iban quedando en la década del veinte eran: La Correspondencia, hasta 1926; La defensa Obrera, que se editó hasta 1932 y El Proletario, que se editó hasta 1935. El citado investigador indica que los diarios en el norte tenían una tradición “izquierdizada”, y Luis Emilio Recabarren tiene mucho que ver en este proceso: importador de imprentas y fundador de diarios en varias ciudades, Recabarren buscaba alfabetizar con los periódicos. En ese sentido, La Prensa de Tocopilla se planteaba como una alternativa a esos diarios vinculados con los obreros, en una ciudad 8.190 habitantes que vivía un buen periodo económico y material dado por la exportación de salitre.
En cuanto a la evolución que experimenta el diario durante sus 90 años de vida y las razones de que haya resistido todo este tiempo, se señala que, si bien el diario La Prensa de Tocopilla no se suma al perfil reivindicativo que tenían muchos otros diarios que circularon en Tocopilla, la decadencia de todos los otros diarios hizo que se fuese consolidando sobre la base de cierta autonomía: no dependía de sindicatos, de partidos o de mancomunales, en donde los dirigentes eran muchas veces apresados. Además sus vínculos con el diario La Opinión, que tenía sede en Santiago, la consolidaron como medio informativo autónomo con cierta línea editorial conservadora.
Ejemplos de diarios desaparecidos en Tocopilla son: Los Tiempos (1896-1918), El Liberal (1899-1903), El Trabajo (1903-1906), La Correspondencia de larga duración (1903-1926), El Futre (1904), La Lucha (1906), La Vanguardia (1906), El Mate (1906), La Reforma (1908-1909), 18 de Septiembre (1909), El Norte (1909), El Comercio Libre (1910), La Razón (1910-1923), La Tribuna (1914-1916), El Grito del Pueblo (1916-1917), El Triunfo (1917-1918), La Voz de la Juventud (1918), La Federación (1920) y Voz del Pueblo, (1920) entre otros; sin duda que ese panorama no era muy auspicioso, pero aun así, el perfil informativo no partidista, y quizás apolítico, hizo que se mantuviera como medio.
Frente a la pregunta sobre los principales hitos, Galaz-Mandakovic indica que, además de informar sobre cotidianidad y de hechos relevantes transformadas en noticiosas, sin duda que las tragedias y campañas son situaciones que se cruzan a lo largo de todo lo que he visto. La crisis económica de 1932 y las fuertes campañas para la recolección de víveres y dinero; las campañas sanitarias en la década del treinta para evitar el piojo y el tifus exantemático, la gonorrea y la tuberculosis. Lo mismo para el aluvión de 1940 en cuanto a recolección de alimentos y materiales. O la campaña para comprar un avión en el Club Aéreo de Tocopilla. Fuerte fue el impulso dado, asimismo, a la conformación del Comando Costero que soñaba unir Tocopilla con Iquique.
Si bien hubo críticas en cuanto al proceso de la dictadura por la intervención solapada de los militares, terminada esta, el diario reivindica su enfoque a temas ciudadanos, y hoy constituye toda una institución, una fuente de información para los procesos históricos, sociales y culturales, prestando una utilidad esencial para el desarrollo de la comuna.
Un hecho que cambió sustancialmente su trayectoria fue la digitalización de sus ediciones, pudiendo ser leído en cualquier parte del orbe. De este modo, se transforma en un medio de articulación entre la ciudad y los tocopillanos emigrados, estableciendo una relación de translocalidad que supera las fronteras, permitiendo mantener vínculos con sus coterráneos para atenuar el choque sociocultural en las afueras. En ese sentido, el diario facilita la continuidad en su migración y la necesidad de pertenecer o seguir perteneciendo a su ciudad reproduciendo sus recuerdos que se actualizan con la información actual promoviendo un sentido de continuidad y apego, a la “tocopillaneidad” vivida en un hipotético “tercer espacio" indica el historiador tocopillano Damir Galaz-Mandakovic Fernández.

### Radioemisoras
FM
- 88.1 MHz Mi SQM Radio
- 88.9 MHz Radio Makarena (Local)
- 89.9 MHz Radio Canal 95 (Antofagasta)
- 90.5 MHz Radio Definitiva (Local)
- 91.7 MHz Radio María (Santiago)
- 93.1 MHz Radio Acierto (Iquique)
- 93.7 MHz Impacto FM (Local)
- 94.5 MHz Radio Coya (María Elena)
- 95.1 MHz Hitmics (Local)
- 96.3 MHz Radio Equilibrio
- 97.1 MHz Radio Nuevo Mundo (OFF)
- 99.3 MHz Radio Éxtasis (Local)
- 100.7 MHz Radio Paulina (Iquique)
- 101.7 MHz FM Siete (Calama)
- 102.9 MHz Actual (Local)
- 103.7 MHz Radio Carnaval (Antofagasta)
- 105.5 MHz Makarena Soul (OFF)
- 106.1 MHz Madero FM (Antofagasta)
- 107.1 MHz Manantial (Santiago) (OFF)

### Televisión

#### TDT
- 12.1 - TVN HD
- 12.2 - NTV